# Centralny okręg wyborczy w Luksemburgu
Centralny okręg wyborczy w Luksemburgu – jeden z 4 okręgów wyborczych w Luksemburgu, obejmujący centralną część kraju. Obejmuje kantony: Luksemburg i Mersch.

## Wybory parlamentarne 2004

### Skrót wyników
|  | Partia                                                   | Głosy     | % głosów | Mandaty |
|  | Chrześcijańsko-Społeczna Partia Ludowa                   | 365 372   | 35,5%    | 8       |
|  | Partia Demokratyczna                                     | 219 700   | 21,3%    | 5       |
|  | Luksemburska Socjalistyczna Partia Robotnicza            | 193 327   | 18.8%    | 4       |
|  | Zieloni                                                  | 140 547   | 13,6%    | 3       |
|  | Komitet Akcji na Rzecz Demokracji i Sprawiedliwości Płac | 81 233    | 7,9%     | 1       |
|  | Lewica                                                   | 20 451    | 2,0%     | -       |
|  | Komunistyczna Partia Luksemburga                         | 8 887     | 0,9%     | -       |
|  | Razem                                                    | 1 029 517 | -        | 21      |

### Deputowani z tego okręgu
Chrześcijańsko-Społeczna Partia Ludowa
- Luc Frieden
- Marie-Thérèse Gantenbein-Koullen
- Erna Hennicot-Schoepges
- Paul-Henri Meyers
- Laurent Mosar
- Jean-Louis Schiltz
- Lucien Thiel
- Claude Wiseler

Partia Demokratyczna
- Xavier Bettel
- Niki Bettendorf
- Anne Brasseur
- Colette Flesch
- Lydie Polfer

Luksemburska Socjalistyczna Partia Robotnicza
- Mady Delvaux-Stehres
- Ben Fayot
- Robert Goebbels
- Jeannot Krecké

Zieloni
- Claude Adam
- François Bausch
- Viviane Loschetter

Komitet Akcji na Rzecz Demokracji i Sprawiedliwości Płac
- Jacques-Yves Henckes

## Wybory parlamentarne 1999

### Skrót wyników
|  | Partia                                                   | Głosy   | % głosów | Mandaty |
|  | Partia Demokratyczna                                     | 298 629 | 30,1%    | 7       |
|  | Chrześcijańsko-Społeczna Partia Ludowa                   | 278 570 | 28,0%    | 6       |
|  | Luksemburska Socjalistyczna Partia Robotnicza            | 171 107 | 17,2%    | 4       |
|  | Zieloni                                                  | 95 973  | 9,7%     | 2       |
|  | Komitet Akcji na Rzecz Demokracji i Sprawiedliwości Płac | 94 343  | 9,5%     | 2       |
|  | Lewica                                                   | 28 015  | 2,8%     | -       |
|  | Sojusz Zielony i Liberalny                               | 14 232  | 1,4%     | -       |
|  | Podatnicy                                                | 12 543  | 1,3%     | -       |
|  | Razem                                                    | 993 400 | -        | 21      |

### Deputowani z tego okręgu
Partia Demokratyczna
- Niki Bettendorf
- Anne Brasseur
- Colette Flesch
- Paul Helminger
- Alex Krieps
- Lydie Polfer
- Jean-Paul Rippinger

Chrześcijańsko-Społeczna Partia Ludowa
- Guillaume Bourg
- Luc Frieden
- Viviane Reding
- Erna Hennicot-Schoepges
- Alphonse Theis
- Claude Wiseler

Luksemburska Socjalistyczna Partia Robotnicza
- Mady Delvaux-Stehres
- Ben Fayot
- Robert Goebbels
- Jeannot Krecké

Zieloni
- Renée Wagener
- François Bausch

Komitet Akcji na Rzecz Demokracji i Sprawiedliwości Płac
- Fernand Greisen
- Jacques-Yves Henckes